# Geometry Dash
Geometry Dash je videoigra iz leta 2013, ki jo je ustvaril švedski razvijalec Robert Topala, tudi znan kot RobTop. Igralec v igri upravlja kvadrat, vesoljsko ladjo, žogo/žago, NLP, puščico (wave), robota in pajka. Cilj je priti do konca vsakega nivoja, v primeru neuspeha mora začeti znova od začetka. Na voljo je tudi vadbeni način, ki igralcu omogoča postavljanje kontrolnih točk, vendar ta ne prinaša toliko nagrad oz. jih prinaša samo v 21 glavnih stopnjah, ki jih je naredil RobTop.
Geometry Dash ima trenutno 21 uradnih nivojev, vendar lahko uporabniki ustvarijo lastne nivoje po meri. Ob izidu je igra imela le 7 uradnih nivojev, leta 2017 (in tudi zdaj) jih ima 21. Igra je trenutno v različici 2.1, vendar je v njej že več kot šest let. Za različico 2.2 je RobTop napovednik izdal šele avgusta 2021.

## Razvoj
Po besedah Topale se je igra začela kot projekt, ki bi se lahko razvijal v katero koli smer. Dejal je, da se je "preprosto začela kot predloga s kvadratom, ki se lahko razbije in skoči" in da "v resnici ni bilo podrobnega načrta". Avgusta 2013 je igra izšla na mobilnih napravah, na koncu leta 2014 pa še na Steamu, torej slaba dva mesecu po izidu različice 1.9. Avgusta 2015 je izšla verzija 2.0, ki je dodala dva nivoja in eno najbolj pomembnih stvari danes: način za premikanje predmetov (move trigger). Januarja 2017 je izšla verzija 2.1, ki je bila morda še najbolj revolucionarna, skupaj z verzijo 1.9 in 2.0. Od takrat čakamo na verzijo 2.2 že več kot 6 let, vendar RobTop ves čas kaže znake napredka.

## Sprejem
Prvi pregledi (Softpedia, 148apps) so bili na splošno pozitivni.